# Reisinger József
Reisinger József, írói álnevén Rákosi (Kőszeg, 1856. szeptember 29. – Gálos, 1900. június 22.) római katolikus plébános, tanítóintézeti tanár.

## Életútja
Reizinger József rákosi főtanítő és Kolel Terézia háztartásbeli fiaként született. 1879. július 7-én szentelték pappá, ezt követően Győrben volt tanítóképzői tanár, később pedig Gáloson plébános. Itt hunyt el 1900-ban hűdéses elmezavarban.

## Munkái
- Alkotmánytan és a polgári jogok és kötelességek rövid ismertetése. Kézikönyv felső nép- és polgári iskolák és tanítóképző-intézetek számára. Győr, 1885. (2. teljesen átdolgozott kiadás. Uo. 1886.).
- Egyházi könyvtilalom. (Index). Uo. 1899. (Ism. Alkotmány. 55. sz.).